# 卡拉科托區
卡拉科托區（西班牙語：Distrito de Caracoto），是秘魯的一個區，位於該國東南部普諾大區的聖羅曼省，面積285.87平方公里，海拔高度3,825米，2017年人口6,818，人口密度每平方公里23.85人。